# Anna Pacyna
Anna Maria Pacyna (ur. 15 marca 1940 w Krakowie) – polska uczona, botaniczka, specjalistka w zakresie florystyki, fitogeografii i taksonomii roślin. Doktor habilitowana Uniwersytetu Jagiellońskiego, uczestniczka trzech wypraw naukowych do Mongolii.

## Życiorys
Urodziła się 15 marca 1940 roku w Krakowie. Uczęszczała do IX Liceum Ogólnokształcącego im. J. Joteyki. Studia ukończyła na Wydziale Biologii i Nauk o Ziemi Uniwersytetu Jagiellońskiego, uzyskując w 1962 tytuł magistra. Pracę magisterską wykonała pod kierunkiem profesora Bogumiła Pawłowskiego, z którym pracowała przez kolejne dwa lata. Była pracownikiem naukowo-dydaktycznym Instytutu Botaniki Uniwersytetu Jagiellońskiego. Profesor Bogumił Pawłowski był recenzentem jej pracy doktorskiej, którą obroniła w 1970 roku otrzymując stopień naukowy doktora. Habilitowała się na UJ w 1985 roku i została powołana na stanowisko docenta. Kontynuuje pracę nauczyciela akademickiego w Instytucie Botaniki UJ po przejściu na emeryturę.

## Działalność naukowa
Zajmowała się problematyką współczesnej szaty roślinnej. Prowadziła badania florystyczne i geobotaniczne polskiej części Karpat. Jej zainteresowania taksonomiczne koncentrowały się na paprotnikach. Wzięła udział w trzech wyprawach naukowych do Mongolii. Po raz pierwszy w 1974 roku uczestniczyła w Mongolsko-Polskiej Wyprawie Fizyczno-Geograficznej organizowanej przez Instytut Geografii i Zagospodarowania Przestrzennego PAN oraz Instytut Geografii i Zmarzlinoznawstwa Mongolskiej Republiki Ludowej. Kolejne wyprawy odbyły się w 1975 i 1977 roku. Każda trwała 2–2,5 miesiąca. Głównymi problemami badawczymi ekspedycji do Changaju i Chenteju było szczegółowe poznanie elementów środowiska przyrodniczego i ich wzajemnych powiązań w warunkach silnie kontynentalnego, suchego klimatu oraz piętrowość roślinności badanych rejonów. Jej wkład do tych badań polegał między innymi na opracowaniu flory doliny Sant, zbiorowisk roślinnych i sporządzeniu mapy roślinności oraz wyróżnieniu jej pięter. Wyróżniła także piętra roślinności i charakterystyczne dla nich zbiorowiska w południowym Changaju. Podczas wypraw zgromadziła okazy roślin z Mongolii, które stanowią jedną z najważniejszych kolekcji zbioru głównego (Herbarium generale) zielnika roślin naczyniowych Instytutu Botaniki UJ. 
Do jej ważniejszych publikacji zaliczane są: „Biometrics and taxonomy of the Polish species of the genus Diphasium Presl”, „Polskie gatunki rodzaju Diphasium Presl i ich rozmieszczenie w kraju”, „Vegetation of the Sant Valley in the Khanagi Mountains (Mongolia)”.
Jej autorstwo nazw taksonów oznaczane jest jako Pacyna.

## Wybrane publikacje
Opublikowała co najmniej 32 prace naukowe oraz artykuły popularnonaukowe i recenzje, w tym:
- Anna Pacyna, S. Skiba, Próba wyceny przydatności rolniczej wybranych zbiorowisk trawiastych w dolinie Sugnugurin-goł, „Raport Ekspedycji Fizyczno-Geograficznej PAN Transmongolia (Chentej 77)”, Kraków: Instytut Geografii i Przestrzennego Zagospodarowania PAN, 1978. Brak numerów stron w czasopiśmie
- A. Kowalkowski, Anna Pacyna, Productivity and Utilization of the Habitats, [w:] L. Starkel, A. Kowalkowski (red.), Environment of the Sant Valley (Southern Khangai Mountains), „Geographical Studies”, 137, 1980, s. 73–78. typ?
- Anna Pacyna, Vegetation of the Sant Valley in the Khangai Mountains (Mongolia), „Fragmenta Floristica et Geobotanica”, 30 (4), 1984, s. 313–451.
- E. Brzeźniak, Anna Pacyna, Types of the Vertical Plant Zonality in the Mountains of Mongolia Against a Background of the Climate, „Zeszyty Naukowe Uniwersytetu Jagiellońskiego. Prace Botaniczne”, 18 (926), 1989, s. 7–9.
- Anna Pacyna, Rośliny w „Tajnej historii Mongołów”, „Wiadomości Botaniczne”, 46 (3/4), 2002, s. 93–99.
- Anna Pacyna, B. Godzik, Vegetation of the Khangai and Khentei Mts (Mongolia) and Levels of Heavy Metals and Macroelements in Plants, „Polish Botanical Studies”, 19, 2005, s. 189–201.